# 문화적 자유주의
문화적 자유주의(영어: Cultural liberalism, 한자: 文化的自由主義)는 문화 규범에 대한 개인의 자유를 존중한다는 자유주의 분파다. 존 스튜어트 밀의 《자유론》이 주축을 이루며 "만약 누군가 자신의 파트너와 박자를 맞추지 못한다면, 아마도 그는 다른 드럼 소리를 듣고 있을 것이다."라는 헨리 데이비드 소로의 말로 표현될 수도 있다.
문화적 자유주의는 특정 문화가 개개인에게 직접적인 피해를 주지 않는 문화라는 것을 전제로 하며, 이러한 전제를 충족하는 어떠한 이질적인 문화라도 개인의 표현으로 존중해준다는 특징이 있다. 문화적 자유주의자들은 이질적인 문화를 배척하는 문화적 보수주의자들과의 정치-사회적 의견 충돌이 쟁쟁한데 이를 '문화 전쟁'이라고도 한다. 문화적 자유주의자들은 어느 종교든 간에 그마다 다른 특이적 신앙 또는 규범을 이해할 수 있다고 주장한다. 즉, 이러한 규범은 특정 종교인이 다른 종교로 언제든지 바꿀 수 있는 자유로움을 포함하여 사상, 양심, 문화적 표현의 자유를 존중하는 행동도 포함된다. 특정 문화가 억압하는 요소들 또한 완화하려는 입장에 서 있다. 예를 들어 문화 산업 규제 완화, 포르노그라피 규제 완화, 성적인 개방, 동성애의 허용 등등을 주장한다.

## 같이 보기
- 자유주의
- 문화